# 渡邉千真
渡邉 千真（わたなべ かずま、1986年8月10日 - ）は、長崎県南高来郡国見町（現：雲仙市）出身のプロサッカー選手。東京都社会人サッカーリーグ・SHIBUYA CITY FC所属。ポジションはフォワード（FW）。元日本代表。
兄の渡邉大剛、弟の渡邉三城も元サッカー選手。

## 来歴

### プロ入り前
7歳（小学校2年生）の時に兄・大剛の影響でサッカーを始め、2002年、国見高校に進学する。同校サッカー部では1学年上の平山相太、兵藤慎剛らと共に攻撃をリード。2003年度のインターハイでは得点王に輝いた。さらに同年度の全国高校サッカー選手権を制覇。当時は主に攻撃的MFを務めていたが、平山らが部を引退した3年時からはFWでプレー。2004年度の高校サッカー選手権にはキャプテンとして出場し、厳しいマークに晒される中でも正確なプレーで ベスト4入り。
3年時の秋には、翌年開催されるワールドユース・オランダ大会の予選を兼ねたAFCユース選手権2004のU-19日本代表として、高校サッカー部から唯一招集され、平山とポジションを争った。準決勝・対韓国戦で1得点を挙げたが、ワールドユースメンバー選出は叶わなかった。
2005年、早稲田大学に進学。ア式蹴球部に入ると、1年時から出場を重ね、2年時からはレギュラーに定着し、2006年、2007年と2年連続で関東大学サッカーリーグ得点王を獲得。関東大学リーグ戦では当時のリーグ記録となる通算62試合で37得点を挙げた。大学サッカー界では「天才」「怪物」とも称され、4年時には複数のJリーグクラブによる争奪戦となった。

### 横浜F・マリノス
横浜F・マリノス監督の木村浩吉の「ポジションを空けて待っている」という口説き文句もあり、2009年、横浜FMへ入団。兵藤とは高校・大学に続きプロでもチームメイトとなった。新人ながら背番号「9」を与えられ開幕戦でスタメン起用されると前半3分に初得点を決める。4月14日にはこの年のJリーグ新人選手の中では最速で プロA契約を締結した。チームの得点源として 活躍し、城彰二以来、史上2人目となる新人でのリーグ戦二桁得点を達成。またJ1第32節神戸戦でシーズン13点目を挙げ、城が記録した新人最多得点記録を更新した。
同年12月21日、アジアカップ最終予選を戦うA代表に初招集され、翌年1月6日のイエメン戦で先発出場し、国際Aマッチ初出場を記録。平山相太の得点をアシストしハットトリックをお膳立てした。
2010年に横浜FMの監督に就任した木村和司からは、攻守の切り替えや味方へのパスの要求を課題に挙げられ、出場機会が徐々に減少。2010年にはチーム内での最多得点を挙げたものの、目標としていた2年連続での二桁得点 には届かなかった。2011年のJ1第2節川崎戦では鬱憤を振り払う逆転ゴールを決め、ユニフォームを脱いで喜び警告を受けている。
同年末には、神戸浦和、FC東京 など複数クラブから獲得の打診を受け、横浜FMとの契約更新を固辞。

### FC東京
2012年、FC東京へ完全移籍。ポジション争いは厳しくJ1での出場機会は限定されたが、自身初参加となったAFCチャンピオンズリーグではFWルーカスに代わって1トップでの先発出場を続け、自らの得点でグループリーグ突破に貢献した。苦手としてきたポストプレーに取り組みながらも J1第12節鳥栖戦にて自身初となるJ1でのハットトリックを達成した。
2013年は、新加入の李忠成らとの熾烈なポジション争いを制して 開幕からレギュラーを確保。前線からの守備やポストプレーを向上させた ことに加え、ポジショニングを高め得点を量産。プレーの幅を広げて ルーキーイヤー以来4年ぶりとなる2桁得点を記録し、J1第19節大分戦でリーグ戦自己最高となる14得点目を挙げた。しかしシーズン半ば以降は、スペースメイクに優れ、渡邉と好連携を築いていた東慶悟が トップ下からサイドハーフへとポジションを移したことも重なって、得点ペースを落としたがリーグ通算で17得点をマークした。
2014年はチームの2トップと 3トップの併用に伴いウイングにも配され、サイドから得点を狙った。不振の続く中で武藤嘉紀の台頭もあり、第20節鳥栖戦で約1年ぶりの リーグ戦ゴールを記録したものの、同年は出場・得点共にFC東京加入以来最小の数字を残してしまった。

### ヴィッセル神戸
FC東京との契約を残すも、2015年1月にヴィッセル神戸へ完全移籍。1stステージはマルキーニョスとの併用でセンターフォワード中心に配されたものの、中々得点を挙げる事が出来ず不調に終わった、2ndステージにレアンドロが加入して以降はポジションを1列下げての起用が続いたが、10月には2nd第15節山形戦のハットトリックを含め公式戦5試合で6得点 とチームにフィットし、自身3度目のリーグ戦二桁得点を記録。チームをJ1残留争いから救った。同年のヤマザキナビスコカップでは、出場8試合で大会最多の7得点を挙げる活躍でチームを過去最高成績のベスト4にまで押し上げた。
2016年、監督のネルシーニョからチーム内での振る舞い、リーダーシップ、人間性などを評価され、自身初の主将に任命された。同年度は中盤左サイドで年間を通して安定したプレーを見せ、2トップのレアンドロ、ペドロ・ジュニオールとともにゴールを量産。リーグ戦33試合出場12得点を挙げる活躍で2年連続の二桁得点を達成した。専門誌採点では通年平均点においてチーム最高を記録し、クラブからも年間MVPとして表彰された。
2017年シーズンはレアンドロが開幕戦で負傷・長期離脱することになったためFWとしてプレーする機会が多くなったが、シーズン初ゴールは第11節の鹿島アントラーズ戦まで待つこととなった。キャリアにおいては2009年以来8年ぶりに全試合に出場した（途中出場含む）。

### ガンバ大阪
2018シーズンは、若手や新加入選手の活躍もあり、先発出場が21節終了時点で10試合にとどまっていた中、J1残留を目指すガンバ大阪からオファーが届く。
当初、神戸側は渡邉の放出に消極的だったが、要求した長沢駿の期限付き移籍をG大阪が受け入れることで進展し、8月13日にG大阪に完全移籍する事が発表された。初戦となったベガルタ仙台戦ではスタメンで出場し、移籍後初ゴールも挙げた。また、第34節・柏レイソル戦でJ1リーグ300試合出場を達成した。G大阪ではリーグ戦13試合3得点の成績でチームの残留に貢献した。
2019年は前半戦は8試合の出場にとどまり無得点であったが、後半戦で出場時間を増加させ3得点を記録した。
2020年10月7日、第10節・サガン鳥栖戦にて史上15人目となるJ1通算100得点を達成した。

### 横浜FC
2021年、横浜FCへ完全移籍。シーズンを通してチームの主力として30試合4得点の成績を収めるも、チームはJ2降格を喫する。
2022年もチームに残留し、自身初のJ2を戦うシーズンとなる。リーグ戦22試合に出場し3得点を記録し、チームはJ2・2位で1年でJ1復帰を果たすも、自身はこの年限りで契約を満了となり退団。

### 松本山雅FC
2023シーズンより松本山雅FCに加入。2023年12月10日、契約満了による退団が発表された。

### SHIBUYA CITY FC
2024シーズンより東京都社会人サッカーリーグ1部のSHIBUYA CITY FCに加入。

## 所属クラブ
- 1994年 - 1998年 国見FCジュニア (雲仙市立多比良小学校)[1]
- 1999年 - 2001年 雲仙市立国見中学校[1]
- 2002年 - 2004年 長崎県立国見高等学校
- 2005年 - 2008年 早稲田大学 (スポーツ科学部[4][5])
- 2009年 - 2011年  横浜F・マリノス
- 2012年 - 2014年  FC東京
- 2015年 - 2018年8月  ヴィッセル神戸
- 2018年8月 - 2020年  ガンバ大阪
- 2021年 - 2022年  横浜FC
- 2023年  松本山雅FC
- 2024年 -  SHIBUYA CITY FC

## 個人成績
| 国内大会個人成績 | 国内大会個人成績 | 国内大会個人成績 | 国内大会個人成績 | 国内大会個人成績 | 国内大会個人成績 | 国内大会個人成績 | 国内大会個人成績 | 国内大会個人成績 | 国内大会個人成績 | 国内大会個人成績 | 国内大会個人成績 |
| 年度             | クラブ           | 背番号           | リーグ           | リーグ戦         | リーグ戦         | リーグ杯         | リーグ杯         | オープン杯       | オープン杯       | 期間通算         | 期間通算         |
| 年度             | クラブ           | 背番号           | リーグ           | 出場             | 得点             | 出場             | 得点             | 出場             | 得点             | 出場             | 得点             |
| 日本             | 日本             | 日本             | 日本             | リーグ戦         | リーグ戦         | リーグ杯         | リーグ杯         | 天皇杯           | 天皇杯           | 期間通算         | 期間通算         |
| ---------------- | ---------------- | ---------------- | ---------------- | ---------------- | ---------------- | ---------------- | ---------------- | ---------------- | ---------------- | ---------------- | ---------------- |
| 2002             | 国見高           | 24               | -                | -                | -                | -                | -                | 3                | 0                | 3                | 0                |
| 2003             | 国見高           | 7                | -                | -                | -                | -                | -                | 2                | 3                | 2                | 3                |
| 2009             | 横浜FM           | 9                | J1               | 34               | 13               | 8                | 4                | 3                | 4                | 45               | 21               |
| 2010             | 横浜FM           | 9                | J1               | 24               | 8                | 6                | 1                | 2                | 0                | 32               | 9                |
| 2011             | 横浜FM           | 9                | J1               | 30               | 7                | 5                | 2                | 5                | 1                | 40               | 10               |
| 2012             | FC東京           | 11               | J1               | 27               | 6                | 3                | 2                | 1                | 0                | 32               | 8                |
| 2013             | FC東京           | 9                | J1               | 33               | 17               | 4                | 1                | 5                | 1                | 42               | 19               |
| 2014             | FC東京           | 9                | J1               | 26               | 3                | 4                | 0                | 3                | 1                | 33               | 4                |
| 2015             | 神戸             | 19               | J1               | 28               | 10               | 8                | 7                | 4                | 3                | 40               | 20               |
| 2016             | 神戸             | 19               | J1               | 33               | 12               | 7                | 3                | 2                | 2                | 42               | 17               |
| 2017             | 神戸             | 19               | J1               | 34               | 8                | 7                | 0                | 5                | 4                | 46               | 12               |
| 2018             | 神戸             | 19               | J1               | 19               | 4                | 5                | 3                | 2                | 0                | 26               | 7                |
| 2018             | G大阪            | 39               | J1               | 12               | 3                | -                | -                | -                | -                | 12               | 3                |
| 2019             | G大阪            | 39               | J1               | 18               | 3                | 7                | 0                | 1                | 0                | 25               | 3                |
| 2020             | G大阪            | 39               | J1               | 33               | 6                | 2                | 0                | 2                | 0                | 37               | 6                |
| 2021             | 横浜FC           | 39               | J1               | 30               | 4                | 4                | 0                | 0                | 0                | 34               | 4                |
| 2022             | 横浜FC           | 39               | J2               | 23               | 3                | -                | -                | 1                | 0                | 24               | 3                |
| 2023             | 松本             | 49               | J3               | 20               | 2                | -                | -                | -                | -                | 20               | 2                |
| 通算             | 日本             | 日本             | J1               | 381              | 104              | 70               | 23               | 35               | 16               | 486              | 143              |
| 通算             | 日本             | 日本             | J2               | 23               | 3                | -                | -                | 1                | 0                | 24               | 3                |
| 通算             | 日本             | 日本             | J3               | 20               | 2                | -                | -                | -                | -                | 20               | 2                |
| 通算             | 日本             | 日本             | 他               | -                | -                | -                | -                | 5                | 3                | 5                | 3                |
| 総通算           | 総通算           | 総通算           | 総通算           | 424              | 109              | 70               | 23               | 41               | 19               | 535              | 151              |

その他の公式戦
- 2012年
  - スーパーカップ 1試合0得点

| 国際大会個人成績 | 国際大会個人成績 | 国際大会個人成績 | 国際大会個人成績 | 国際大会個人成績 |
| 年度             | クラブ           | 背番号           | 出場             | 得点             |
| AFC              | AFC              | AFC              | ACL              | ACL              |
| ---------------- | ---------------- | ---------------- | ---------------- | ---------------- |
| 2012             | FC東京           | 11               | 7                | 3                |
| 通算             | AFC              | AFC              | 7                | 3                |

- Jリーグ初出場・初得点 - 2009年3月7日 J1第1節 vsサンフレッチェ広島（日産スタジアム）
- Jリーグ100試合出場 - 2012年6月28日 J1第9節 vs柏レイソル（国立霞ヶ丘競技場陸上競技場）
- Jリーグ200試合出場 - 2015年10月24日 J1.2nd第15節 vsモンテディオ山形（ノエビアスタジアム神戸）
- Jリーグ300試合出場 - 2018年12月1日 J1第34節 vs柏レイソル（三協フロンテア柏スタジアム）
- J1通算100得点 - 2020年10月7日 J1第10節 vsサガン鳥栖（駅前不動産スタジアム）

ハットトリック
- 2009年10月11日 天皇杯2回戦 vsV・ファーレン長崎（長崎県立総合運動公園陸上競技場）[70]
- 2012年5月20日 J1第12節 vsサガン鳥栖（味の素スタジアム）[39]
- 2015年10月24日 J1 2nd第15節 vsモンテディオ山形（ノエビアスタジアム神戸）[55]

## 代表歴
- 国際Aマッチ初出場 - 2010年1月6日 AFCアジアカップ2011最終予選 vsイエメン代表（アリー・ムフシン・スタジアム）

### 出場大会など
- U-19サッカー日本代表
  - 2004年 SBSカップ 国際ユースサッカー（準優勝）、AFCユース選手権2004（3位）
- U-22サッカー日本代表
  - 2007年 カタール国際親善トーナメント（グループリーグ敗退）
- ユニバーシアード日本代表
  - 2007年夏季ユニバーシアード（5位[71]）
- サッカー日本代表
  - 2010年 AFCアジアカップ最終予選
  - 2011年 2014 FIFAワールドカップ・アジア予選予備登録[72]

### 試合数
- 国際Aマッチ 1試合 0得点 (2010年)

| 日本代表 | 国際Aマッチ | 国際Aマッチ |
| 年       | 出場        | 得点        |
| -------- | ----------- | ----------- |
| 2010     | 1           | 0           |
| 通算     | 1           | 0           |

### 出場
| No. | 開催日       | 開催都市 | スタジアム                   | 対戦国   | 結果 | 監督     | 大会                    |
| --- | ------------ | -------- | ---------------------------- | -------- | ---- | -------- | ----------------------- |
| 1.  | 2010年1月5日 | サヌア   | アリー・ムフセン・スタジアム | イエメン | ○3-2 | 岡田武史 | AFCアジアカップ2011予選 |

## タイトル

### クラブ
国見高校
- 国際ユースサッカーin新潟：1回（2002年）
- 高円宮杯全日本ユース(U-18)サッカー選手権大会：1回（2002年）
- 長崎県サッカー選手権大会：1回（2003年）
- インターハイ ：2回（2003年、2004年）
- 全国高等学校サッカー選手権大会：1回（2003年）

早稲田大学
- 全日本大学サッカー選手権大会：1回（2007年）

SHIBUYA CITY FC
- 関東社会人サッカー大会：1回（2024年）

### 個人
- インターハイ 得点王 (2003年)
- 全国高等学校サッカー選手権大会 優秀選手 (2004年)
- 関東大学サッカーリーグ戦得点王 (2006年、2007年)
- Jリーグ新人王 (2009年)[注 3]
- Jリーグカップ得点王 (2015年)